# Меськова, Анастасия Валерьевна
Анастаси́я Вале́рьевна Месько́ва (род. 23 июля 1985, Москва) — российская артистка балета, солистка Большого театра, актриса кинематографа.

## Биография
Родилась 23 июля 1985 года в Москве, в семье преподавателей МГУ. С детства мечтала о карьере актрисы, с 1989 года стала заниматься хореографией в ансамбле имени В. Локтева.
В 1990 году стала лауреатом фестиваля искусств МГУ-90. В 1992 году прославилась, победив в телевизионном конкурсе «Утренняя звезда», где танцевала номер на песню Эдит Пиаф.
В 1993 году снялась в главной роли в кинофильме Александра Згуриди и Наны Клдиашвили «Балерина». В том же году поступила в Московскую академию хореографии, где её педагогом стала Наталья Ревич. Выпускалась по классу Софьи Головкиной. Во время учёбы была участником программы «Новые имена». В 1999 году получила диплом — стипендию Благотворительного фонда содействия развитию хореографического искусства имени Мариса Лиепы. Участвовала в гастролях Академии хореографии в Японии, Германия, Израиле, Норвегии.
В «Артеке» познакомилась с режиссёром Владимиром Грамматиковым, который предложил юной актрисе (на тот момент она уже снималась в эпизодах двух фильмов) главную роль. В 1997 году исполнила главную роль в его фильме «Маленькая принцесса». За этот фильм она получила Большую золотую медаль Московского кинофестиваля и премию «Золотой овен-98» за лучшую детскую роль.
В 2009 году окончила Государственный академический университет гуманитарных наук по специальности «Культурология».

## Семья
Отец — Валерий Сергеевич Меськов, доктор философских наук, профессор, преподаватель МПГУ; мать — Надежда, преподаватель МГУ. Братья Виталий, Сергей, сестра Екатерина. Муж — режиссёр Михаил Вайнберг. Дети: Василий, Савелий.

## Творчество

### Балет
- 2003
  - «Фантазия на тему Казановы» на музыку В. А. Моцарта — Царица бала
  - «Светлый ручей» Д. Шостаковича в постановке А. Ратманского — подруга Зины
  - «Дон Кихот» Л. Минкуса — первая вариация в Гран па, Уличная танцовщица
  - «Ромео и Джульетта» — Джульетта

- 2004
  - «Жизель» А. Адана — подруги Жизели
  - «Лебединое озеро» П.Чайковского во второй редакции Ю.Григоровича — Испанская невеста
  - «Светлый ручей» — Зина
  - «Палата № 6» на музыку А. Пярта в постановке Р. Поклитару) — Медсестра (Кухарка)
  - «Спартак» А. Хачатуряна, хореография Ю. Григоровича — куртизанка

- 2005
  - «Болт» Д. Шостаковича в постановке А. Ратманского — Манька Фарт

- 2007
  - цыганский танец («Дон Кихот»)
  - Мельничиха («Треуголка» М. де Фальи, хоерография Л. Мясина)

- 2008
  - Эффи («Сильфида» Х. С. Левенскольда, хореография А. Бурнонвиля в редакции Й. Кобборга)
  - солистка («В комнате наверху» Ф. Гласса, хореография Т. Тарп)
  - солистка («Серенада» на музыку П. Чайковского. хореография Дж. Баланчина)
  - фурии (участница премьеры), Жанна («Пламя Парижа» Б. Асафьева в постановке А. Ратманского с использованием хореографии В. Вайнонена)
  - пара в красном («Русские сезоны» на музыку Л. Десятникова в постановке А. Ратманского)
  - финальный вальс и апофеоз («Щелкунчик» П. Чайковского, хореография Ю. Григоровича)

- 2009
  - мазурка («Коппелия» Л. Делиба, хореография М. Петипа и Э. Чекетти, постановка и новая хореографическая редакция С. Вихарева) — участница премьеры этой постановки в Большом театре

- 2010
  - участвовала в мировой премьере и последовавшем затем европейском турне танцпьесы «А дальше — тысячелетие покоя»/Creation 2010 (музыка Лорана Гарнье, хореография Анжелена Прельжокажа), специально созданной для Большого театра.

- 2011
  - Флорина («Утраченные иллюзии» Л. Десятникова в постановке А. Ратманского)
  - партия в балете «Chroma» (хореография У. Макгрегора)

- 2012
  - три цыганки («Анюта» на музыку В. Гаврилина, хореография В. Васильева)

- 2014
  - Мирта («Жизель» А. Адана)

- 2024
  - Королева («Спящая красавица» П. Чайковского) — участница премьеры этой постановки в Большом театре

### Кинематограф
- 1993 — Балерина — Лена
- 1994 — Нам всё ещё смешно — Балерина
- 1997 — Маленькая принцесса — Сара Кру
- 2006 — Аврора — танцовщица Марго
- 2012 — Метод Фрейда — Алина Милованова, брокер
- 2014 — Сладкая жизнь — Юля
- 2015 — Лондонград — Нина, балерина (27 серия)
- 2015 — Сладкая жизнь-2 — Юля
- 2016 — Сладкая жизнь-3 — Юля
- 2016 — Большой Вавилон (документальный)
- 2016 — Дарья Мухина — балерина
- 2017 — Троцкий — Лариса Рейснер
- 2018 — Белая ворона — Алла Осипенко

## Награды и премии
- 1998 — Большая золотая медаль московского Международного фестиваля детских и юношеских фильмов
- 1998 — Национальная премия кинокритики и кинопрессы «Золотой Овен» за лучшую детскую роль
- 2000 — золотая медаль Международного конкурса классического танца «Фуэте Артека»
- 2001 — Гран-при Международного конкурса артистов балета в Вене